# شبکه افق
شبکهٔ افق یکی از شبکه‌های تلویزیونی دولتی کشور ایران است که در روز ۱۳ خردادماه ۱۳۹۳، پخش آنونس برنامه‌های خود را در ایستگاه الوند، فرستندهٔ سوم تهران، فرکانس ۵۷۸، به‌عنوان شبکهٔ ۲۲ آغاز کرد. این شبکه هم‌اکنون به‌صورت شبانه‌روزی برنامه پخش می‌کند. شبکهٔ افق در تاریخ ۸ اسفند ۱۳۹۳ طی ویژه‌برنامه‌ای با اجرای نادر طالب‌زاده در ساعت ۱۷ به‌صورت رسمی افتتاح شد. پخش برنامه‌های شبکه با فرمت HD و کدک HEVC نیز از گیرنده‌های زمینی و ماهواره‌ای از ۹ آذر ۱۳۹۹ آغاز شد.
طبق گفتهٔ خبرگزاری دویچه‌وله رویکرد این شبکه در جهت منافع سپاه پاسداران و جبهه پایداری و اصولگرایان تندرو قرار دارد و مدیران آن از محافظه‌کارترین چهره‌های اصولگرا هستند.
سید جواد رمضان‌نژاد مدیر پیشین گروه مستند شبکهٔ چهار سیما، اولین مدیر شبکهٔ افق بود. وی از تیرماه ۱۳۹۳ که به این سمت منصوب شد، تا تیر ۹۷، در حدود چهار سال مدیر شبکهٔ افق بود. پس از او، غفاری با حکم میرباقری، مدیریت شبکهٔ افق را عهده‌دار شد؛ بعد از او سلیم غفوری و درحال حاضر نیز مدیریت جدید شبکه افق به‌دست صادق یزدانی است.
در حال حاضر سید احمد موسوی مدیر گروه معارف، سعید سبحانی مدیر گروه اجتماعی، علی گنجی مدیر گروه سیاسی، سید حامد میرخانی مدیر گروه خانواده و اباذر صالحیان مدیر گروه مستند این شبکه می‌باشند.
سازمان هنری رسانه‌ای اوج، مؤسسه‌ای است که گفته می‌شود، تهیه و تولید بخش عمده‌ای از برنامه‌های این شبکهٔ تلویزیونی را به عهده دارد. هم‌اکنون این شبکه به‌عنوان سیزدهمین کانال در گیرنده‌های دیجیتال قابل دسترسی است.

## راه‌اندازی
نخستین خبر راه‌اندازی شبکهٔ افق را سید عزت‌الله ضرغامی رئیس پیشین سازمان صدا و سیما در روز ۲۳ اردیبهشت سال ۱۳۹۳ اعلام کرد و در آستانه ۳ خرداد مصادف با آزادسازی خرمشهر این شبکه صاحب فرکانس مستقل به عنوان بیست و دومین شبکهٔ رسانهٔ ملی شد و پخش آزمایشی خود را در تهران آغاز و از سوم دی نیز به صورت سراسری آغاز به پخش کرد. مقدمات و تدارک راه‌اندازی این شبکهٔ تلویزیونی از حدود سال ۱۳۹۱ آغاز شده بود. شبکهٔ «افق» از روز ۱۳ خرداد ماه ۱۳۹۳ پخش آنونس برنامه‌های خود را در ایستگاه الوند، فرستندهٔ سوم تهران، فرکانس ۵۷۸، به عنوان شبکهٔ ۲۲ آغاز کرد. به گفتهٔ جواد رمضان‌نژاد مدیر این شبکه «این روند تا ۸ تیرماه به صورت روزانه یک ساعت ادامه داشت که شامل معرفی برنامه‌های شبکه بود. از ابتدای ماه مبارک رمضان ۱۳۹۳ پخش دو ساعتهٔ این شبکه آغاز شد و به صورت تکرار تا هفتهٔ اول مهر ماه در روز ادامه داشت که ساعت پخش آنتن به سه ساعت رسید و از ۳ دی‌ماه تغییری در ترکیب بندی آنتن‌های دیجیتال انجام شد که افزایش ساعت در باکس اصلی به صورت ۴ ساعت در روز بود. از دههٔ مبارک فجر نیز باکس اصلی برنامهٔ باکس ۵ ساعته شد.» همچنین تا پیش از سراسری‌شدن شبکهٔ افق برنامه‌های آن در ساعت ۱ بامداد از شبکهٔ چهارم سیما پخش می‌شد. پخش سراسری این شبکه از سوم دی‌ماه ۱۳۹۳ آغاز شد. در تاریخ ۹ آذر ۱۳۹۹، پس از ۶ سال، لوگو و هویت بصری این شبکه تغییر کرد و پخش برنامه‌های این شبکه با کیفیت HD آغاز شد.

## دسترسی

### تلویزیونی
برنامه‌های این شبکه از طریق فرستنده‌های دیجیتال زمینی روی باند UHF و گیرنده‌های دیجیتال قابل دریافت است. همچنین برنامه‌های این شبکه از طریق ماهوارهٔ بدر ۵ در ایران و برخی مناطق آسیا پخش می‌شود.

### اینترنتی
در فضای اینترنت تماشای زندهٔ این شبکه از طریق پایگاه پخش زندهٔ اینترنتی سازمان صدا و سیما و وبگاه این شبکه و نیز وبگاه‌هایی نظیر تلوبیون و آی‌نت امکان‌پذیراست. همچنین آرشیو برنامه‌ها در وبگاه این شبکه در دسترس قرار گرفته است. دریافت این شبکه مانند سایر شبکه‌های تلویزیونی سیمای جمهوری اسلامی ایران، رایگان است.

## مدیریت
در ۳ تیر ۱۳۹۳ با حکم معاون امور سیمای سازمان صدا و سیما، سیدجواد رمضان‌نژاد مدیر پیشین گروه مستند شبکهٔ چهار سیما به عنوان مدیر شبکهٔ افق معرفی شد. وی تا تیرماه ۱۳۹۷ این مسئولیت را برعهده داشت تا اینکه به‌عنوان مدیر شبکهٔ پنج منصوب شد. پس از شش‌ماه جلال غفاری، مدیر جدید شبکهٔ افق شد. در تاریخ ۲۹ خرداد ۱۳۹۹ با حکم سید مرتضی میرباقری، مدیر شبکهٔ افق تغییر کرد و سید سلیم غفوری جایگزین جلال غفاری قدیر در این شبکه شد. در دوران ریاست پیمان جبلی نیز با حکم محسن برمهانی معاونت سیما، صادق یزدانی در تاریخ ۱۲ مرداد ۱۴۰۱ مدیر جدید این شبکه شد.

### شورای اندیشه‌ورزی
در شهریور ۱۳۹۶ سید مرتضی میرباقری معاون رئیس سازمان صدا و سیما در امور سیما، طی احکام جداگانه‌ای اعضای شورای اندیشه‌ورزی شبکهٔ افق را منصوب کرد. بر این اساس نادر طالب‌زاده، مجید شاه‌حسینی، حمیدرضا آیت‌اللهی، حسن خجسته و محسن ناجی به مدت یک سال به عنوان اعضای این شورا تعیین شدند.

## اهداف
رمضان‌نژاد مدیر شبکهٔ افق با اشاره به تأکید سید عزت‌الله ضرغامی بر محتوا و تخصص‌گرایی شبکه‌ها، راه‌اندازی شبکهٔ افق را گامی در جهت ایجاد «شبکه‌ای ویژهٔ مفاهیم انقلاب اسلامی، دفاع مقدس و تحولات منطقه» برشمرد. وی همچنین با اشاره به اهداف این شبکه بیان داشت: «سعی داشته‌ایم که تولید موضوعاتی در رابطه با سپهر انقلاب اسلامی و مولفه‌های ناشی از آرمان‌های دینی که در سبک برنامه‌سازی و محتوای آثار ما تجلی خواهد یافت»، دنبال کنیم.
محمد سرافراز رئیس وقت سازمان صدا و سیما نیز در مراسم جشن یک‌سالگی شبکهٔ افق ضمن قدردانی از دست‌اندرکاران این شبکه گفت: «هدف این شبکه ترویج گفتمان امام، انقلاب و رهبری است. این شبکه باید از همه قالب‌های موجود اعم از فیلم و سریال، سرود و موسیقی، کلیپ، برنامه ترکیبی، مستند و … بهره بگیرد تا این گفتمان را گسترش دهد. امروز تجلی گفتمان انقلاب، گفتمان مقاومت است و آنچه که شهدای جنگ تحمیلی، شهدای انقلاب اسلامی، شهدای حرم و مقاومت انجام دادند. اینکه انگیزه‌های این مقاومت چیست و چگونه باید ادامه پیدا کند، رسالت این شبکه است. رسالت این شبکه تبیین مقاومت و گفتمان اسلامی است و امیدواریم این شبکه، این رسالت را به خوبی انجام دهد.»

## برنامه‌ها
عمده برنامه‌های شبکه افق در قالب‌های مستند، رئالیتی شو، ترکیبی، سریال و کلیپ با رویکردهای سیاسی، اقتصادی، اجتماعی و مذهبی تولید و پخش می‌شوند. مهم‌ترین برنامه‌هایی که از این شبکه پخش شده یا در حال پخش هستند شامل موارد زیر هستند:
- جهان آرا (بررسی و واکاوی اتفاقات سیاسی به صورت زنده با اجرای سابق وحید یامین پور، امیرحسین ثابتی و کنونی محمدرضا باقری): در این برنامه موضوعات روز سیاسی، اجتماعی و فرهنگی با حضور مسئولان، نمایندگان مردم در مجلس شورای اسلامی، کارشناسان و فعالان سیاسی و اجتماعی مورد بحث و بررسی قرار می‌گیرند. در میان‌برنامه‌هایی که بیشتر به صورت موشن گرافیک تهیه می‌شوند نیز، مطالبی پیرامون همان موضوع مطرح می‌شود. تاکنون افرادی همچون عباس عراقچی معاون وزیر امور خارجه،[۲۶] محمد باقر قالیباف شهردار سابق تهران،[۲۷] آیت‌الله مجتهد شبستری،[۲۸] مسعود پزشکیان نایب رئیس مجلس شورای اسلامی،[۲۹] محسن هاشمی رئیس شورای اسلامی شهر تهران،[۳۰] عزت‌الله ضرغامی رئیس اسبق سازمان صدا و سیما،[۳۱] حسین شریعتمداری مدیرمسئول روزنامه کیهان،[۳۲] رجب صفراف رئیس مرکز مطالعات ایران در مسکو،[۳۳] سردار گرجی زاده فرمانده سپاه حفاظت انصارالمهدی، حبیب‌الله سیاری معاون هماهنگ‌کننده ارتش، حسین یکتا[۳۴] و داریوش سجادی در این برنامه حضور یافته‌اند.[۳۵]
- عصر: این برنامه یکی از برنامه‌های گفتگو محور است که توسط نادر طالب زاده طراحی و اجرا می‌شود. برنامه حول مسائل روز داخلی و خارجی اعم از موضوعات سیاسی، فرهنگی و اجتماعی و با حضور افراد و کارشناسان خبره داخلی و خارجی در رویدادهای مورد بحث تولید می‌شود.[۳۶]
- ناهار فامیلی: مستند مسابقه «ناهار فامیلی» یک رقابت خانوادگی و یک فرصت خوب برای کسانی است که می‌خواهند هنر آشپزی را به سبک ایرانی بیاموزند. در هر برنامه این مسابقه، یک پدربزرگ و مادربزرگ طی قرعه کشی از میان همه بچه‌ها و نوه‌هایشان، دو خانواده را برای مسابقه آشپزی انتخاب می‌کنند. بعد از آن رقابت شروع می‌شود و هر خانواده سعی می‌کند خوشمزه‌ترین غذای ایرانی را درست کند و به فینال راه یابد. شرکت کنندگان «ناهار فامیلی» از شهرهای مختلف ایران هستند؛ چهار گروه که هر یک شامل ۴ شهر هستند رقابت خود را آغاز می‌کنند و در مرحله دوم از هر گروه یک خانواده به مرحله نهایی مسابقه راه پیدا خواهد کرد. گفتنی است این مجموعه در چهارمین جشنواره تلویزیونی جام جم به عنوان بهترین مسابقه تلویزیونی انتخاب شد، تهیه کنندگی و کارگردانی آن را بلال الفت بر عهده داشته است.[۳۷]
- نیمه پنهان ماه: برنامه‌ای گفتگو محور است که در هر قسمت همسر یکی از کشتگان دوران انقلاب اسلامی، دوران دفاع مقدس یا مدافع حرم در برنامه حضور پیدا کرده و زینب ابوطالبی به عنوان مجری برنامه با وی به گفتگو می‌پردازد.[۳۸][۳۹]
- ۱۸۰ درجه: این برنامه با محوریت مناظره، در قالب یک مجله تلویزیونی با ساختاری جدید، ساده‌سازی مفاهیم و با برگزاری مناظره‌های فرهنگی، اجتماعی، اقتصادی و سیاسی به تهیه‌کنندگی سید مرتضی فاطمی تولید شده است.[۴۰]
- چوب خط (مجله اقتصادی هفتگی به صورت زنده): این برنامه با محوریت موضوعات اقتصادی و با حضور نمایندگان مجلس شورای اسلامی، برخی مسئولان دولتی، مدیران نهادها و سازمان‌های تصمیم‌گیر و کارشناسان اقتصادی به صورت زنده روی آنتن می‌رود.[۴۱]
- عصرانه (مجله خبری زنده): این برنامه به بازخوانی اخبار و گزارش‌های خبری و تصویری مطبوعات روز کشور می‌پردازد و دارای بخش‌های مختلفی همچون بررسی روزنامه‌ها، توییتر و خبرگزاری‌های برخط است.[۴۲]
- مستند مسابقهٔ فرمانده:[۴۳] این برنامه مستند مسابقه‌ای تلویزیونی است که در قالب برنامه‌ای واقع‌نما توسط خانه مستند انقلاب اسلامی سازمان هنری رسانه‌ای اوج تولید می‌شود. این مسابقه شامل آیتم‌های برگرفته از تمرین‌های تفنگداران دریایی سپاه پاسداران است؛ سردار محمد ناظری فرمانده نیروهای ویژه دریایی سپاه به عنوان ناظر و داور در دو سری از این برنامه حضور داشت. تاکنون سه سری از این مسابقه تولید و از شبکه افق پخش شده است.[۴۴] چهارمین سری از این مستند نیز که اردیبهشت ۱۳۹۶ در استان سیستان و بلوچستان ضبط شده بود، از ۱۶ فروردین ۱۳۹۷ هم‌زمان در دو شبکه افق و نسیم شروع به پخش کرد.[۴۵]
- وطن‌دار: این برنامه به صورت گفتگو محور با محوریت مسائل مربوط به مهاجران افغانستانی در ایران، با حضور نخبگان و مشاهیر شناخته شده افغانستانی ساخته شده است. تهیه‌کنندگی این برنامه را محسن اسلام‌زاده بر عهده داشته است.[۴۶]
- ملازمان حرم: این برنامه به صورت مستند و در قالب برنامه‌ای گفتگو محور با همسران و مادران کشتگان ایرانی و غیر ایرانی مدافع حرم تولید شده است. شهره پیرانی همسر داریوش رضایی نژاد از دانشمندان هسته‌ای ترور شده و فضه سادات حسینی، به عنوان مجری در این برنامه حضور داشته‌اند.[۳۶][۴۷]
- هفت روز و هفت ساعت: این برنامه یک مسابقه رالی با حضور هنرمندانی از ایران و لبنان است که فیلمبرداری آن در نیز در این دو کشور انجام شده است. تهیه‌کنندگی این برنامه را که در نوروز ۱۳۹۷ به نمایش درآمد، سعید ابوطالب و محمدرضا زائری به عهده داشته‌اند.[۴۸][۴۹]
- مجازیست: این برنامه به آسیب‌شناسی رفتاری کاربران ایرانی در فضاهای مجازی می‌پردازد و در هر قسمت یکی از موضوعاتی که در این زمینه دارای اهمیت هستند مورد توجه قرار می‌گیرد. گفتگو با کارشناسان و فعالان فضای مجازی از جمله بخش‌های این مجموعه با تهیه‌کنندگی و کارگردانی حسن حبیب‌زاده است.[۵۰] موضوعاتی نظیر هنجار گروه‌های تلگرامی، حمله و حمایت کامنتی، چالش و کمپین‌های مجازی، مدیریت زمان، حریم شخصی، آداب معاشرت در فضای مجازی، روزمره‌نگاری و … دست‌مایه فصل اول برنامه «مجازیست» بود که در قالب آیتم‌های مستند یک مجازیست، مصاحبه سلفی، دوربین مخفی، گپ‌وگفت مجازی، خاطرات یک مجازیست، پست‌خوانی نوروزی و … به‌تصویر کشیده شد.[۵۱]
- نوآوران: برنامه‌ای است به تهیه‌کنندگی میثم بهزادی که هدف از آن معرفی ایده‌های نو و طرح‌های صنعتی و پژوهشی است که توسط جوانان خلاق ایرانی ارائه می‌شوند. در این برنامه در هر قسمت مهمانانی از میان جوانان موفق ایرانی که ایده یا طرح جدیدی ارائه داده‌اند، حضور می‌یابند. این طرح‌ها در حوزه‌های مختلف اعم از حمل و نقل، خودروسازی، پزشکی، طراحی خودرو، طراحی صنعتی و … می‌باشند.[۵۲][۵۳]
- افق مستند: برنامه‌ای تلویزیونی به تهیه‌کنندگی و کارگردانی محمد علی بازی است که در هر قسمت از آن، مستندهایی با موضوعات مشخص که بیشتر از شبکه افق پخش شده مورد بحث و نقد قرار می‌گیرند. اجرای این برنامه را محسن برمهانی، مستندساز و فعال رسانه‌ای بین‌المللی به عهده دارد.[۵۴]
- شما که غریبه نیستید: این برنامه مجموعه مستندی است که به افراد شاخص جامعه و پشت صحنه زندگی آن‌ها و همراهی با آن‌ها و خانواده این افراد می‌پردازد. در هر قسمت یکی از شخصیت‌ها از بین بازیگران مشهور سینما و تلویزیون، مجریان شاخص شبکه‌های مختلف، پیشکسوتان عرصه‌های گوناگون و دیگر نامداران ایرانی در سطح ملی و بین‌المللی در این مجموعه معرفی خواهند می‌شوند. تهیه‌کنندگی این برنامه را که هم‌زمان با نوروز ۹۷ در ۱۳ قسمت روی آنتن رفت، عبدالله حاجی محمدی بر عهده دارد.[۵۵][۵۶]
- سیم آخر: مجموعه مستند «سیم آخر» برنامه‌ای است در مورد مشاغل سخت و دشواری‌های انجام این کارها که به گفتگو با کارشناسان مربوط و صاحبان این شغل‌ها دربارهٔ خاطرات تلخ و شیرین شان می‌پردازد. این برنامه با تهیه‌کنندگی احسان فولادی‌فر تولید شده است.[۵۷][۵۸]
- هوای تازه: برنامه‌ای زیست‌محیطی است که در هر قسمت به یکی از موضوعات زیست‌محیطی ایران و راهکارهای مردمی و خودجوش برای رفع مشکلات در این حوزه می‌پردازد.[۵۹] علی وفایی‌زاده تهیه‌کنندگی این برنامه را بر عهده دارد.[۶۰]
- نهالی برای فردا: مجموعه مستند نهالی برای فردا مروری کلی و گذرا به مشکلات و چالش‌های نظام آموزشی ایران دارد؛ در هر قسمت از این مجموعه، با حضور کارشناسان آموزشی، معلمان، والدین و دانش آموزان، به یکی از ویژگی‌های نظام آموزشی ایران و چالش‌های آن و همچنین نقاط قوت و ضعف نظام آموزشی کشور پرداخته می‌شود. مهدی عوض زاده تهیه‌کنندگی و کارگردانی این مستند را بر عهده دارد.[۶۱][۶۲]
- آفاق (برنامه مذهبی): برنامه‌ای معارفی با حضور کارشناسان حوزوی و استادان دانشگاه در حوزه‌هایی همچون روان‌شناسی، جامعه‌شناسی، تربیت دینی، قرآن و معارف اسلامی، طب و اقتصاد اسلامی که هر روز متناسب با فصول مختلف سال در ساعت‌های گوناگون روی آنتن می‌رود.[۶۳]
- سرزمین نخبگان: این مجموعه به زندگی نخبگان و کارآفرینان ایرانی در داخل و خارج کشور می‌پردازد.[۶۴]
- خانه ما: «خانه ما» یک مستند مسابقه خانوادگی است که در آن شرکت کنندگان با دریافت مبلغ مشخصی به عنوان حساب مسابقه، باید بتوانند هزینه‌های خانواده خود را به صورت صرفه جویانه مدیریت کنند، با این هدف که هر خانواده‌ای بتواند کمترین هزینه را در چالش‌های در نظر گرفته شده رقابت، مصرف کند برنده نهایی محسوب شده و ۱۰۰ برابر مبلغ باقی‌مانده خود را به عنوان جایزه دریافت می‌کند.[۶۵]

آفتابگردان: این برنامه به‌طور اختصاصی به گفتگو با زنان تازه مسلمان غیر ایرانی پرداخته و آن‌ها در هر قسمت به روایت و چگونگی مسلمان شدن خود و اتفاقاتی که به مسلمان شدنشان منجر شده است پرداخته‌اند. تهیه‌کنندگی این اثر را سوده مصباح به عهده داشته است.
تراز: این مجموعه مستند تلویزیونی از نخستین مجموعه‌های سری مستند شبکه افق بوده که در حوزه سبک زندگی ساخته شده و به موضوعات معماری روز و آنچه که معماری معاصر ما باید باشد می‌پردازد. این مستند به کارگردانی فرهاد مختاری و با اجرای ابراهیم ارجمندی و اسماعیل ارجمندی تهیه شد و تعدادی از معماران مشهور ایران از جمله بهرام شیردل در آن حضور یافتند.

## جنجال‌ها
حمله به علی دایی
در جریان برنامه جهان‌آرا که از این شبکه پخش شد، امیرحسین حاجی نصیری، از نیروهای پیشین سپاه قدس جمهوری اسلامی در واکنش به حمایت‌های علی دایی از خیزش ۱۴۰۱ ایران جملاتی توهین آمیز خطاب به او گفت: «ایشان قهرمان محسوب نمی‌شود. خدا به ایشان قد بلندی داده و هر کسی سانتری می‌کشید، توپ به سر او برخورد می‌کرد و وارد دروازه می‌شد… این افراد قهرمانان ما نیستند! قوه قضائیه و نهادهای امنیتی این افراد را ممنوع‌الخروج نکنند تا این‌ها بروند و کشور کمی تطهیر شود.» این صحبت‌ها واکنش گسترده‌ای در شبکه‌های اجتماعی به همراه داشت. کاربران و بازیکنان فعلی و پیشین فوتبال از علی دایی حمایت کردند. همچنین پست علی دایی در اینستاگرام در واکنش به این اتفاق رکورد لایک برای پست یک کاربران ایرانی در این شبکه اجتماعی را با ثبت بیش از ۴٫۳ میلیون لایک شکست. او در این پست گفته بود: «کسی می‌رود که آمده باشد، نه کسی که ریشه در این خاک دارد.»
اهدای کفن و آگهی ترحیم به مهمانان برنامه
در جریان پخش برنامه‌ای با نام «جعبه سیاه» در شبکهٔ افق به مهمانان، کفن و آگهی ترحیم داده شد! این موضوع با جنجال‌ها و واکنش‌های بسیاری مواجه گشت. عصر ایران در این مورد نوشت: «باید پرسید در دستگاه عریض و طویل صدا و سیما مکانیزم تولید چنین برنامه‌ای چیست؟ آیا از زمان طرح این ایده تا پخش و بازپخش آن هیچ شخص حقیقی و حقوقی وجود نداشته که انجام چنین عملی را مخالف و ناهمگون با شرایط روحی و روانی جامعه تشخیص دهد؟ هیچ‌کسی وجود نداشته که بگوید اهدای عناصری مرتبط با امید به زندگی بسیار بهتر از یادآوری مرگ است؟»
روزنامهٔ هم‌میهن نیز به این رویداد واکنش نشان داد و در این رابطه نوشت: «گویی تلویزیون برای جبران ریزش مخاطب خود، دست به تمهیداتی می‌زند تا از طریق وایرال شدن در فضای مجازی به چشم بیاید؛ دیده شدن حتی به قیمت بدنام شدن… مسئلهٔ «مرگ‌آگاهی» متفاوت از «مرگ‌اندیشی» است که این دومی چیزی جز ترویج نیهیلیسم و به گروگان گرفتن زندگی نیست… نگاه و نگرشی که مدام زندگی را به محاق می‌برد و شوق زیستن را از انسان می‌گیرد. یاد مرگ می‌تواند تلنگر باشد، امّا نه تمهیدی عاقلانه برای گفت‌وگو با یک مهمان برنامهٔ تلویزیونی… اهدای کفن و آگهی ترحیم به مهمان، نامش هدیه نیست، بلکه منهدم کردن ذهن و روان و انتقال احساس بد به اوست… در روزگاری که امید به زندگی کاهش یافته، هنر آن است که اهمیت زندگی را به یاد آوریم، نه اینکه یاد مرگ را احیا کنیم.»